# Bandera de Macedònia del Nord
La bandera de Macedònia del Nord, dissenyada per Miroslav Grčev, es compon d'un sol groc amb vuit rajos que s'estenen fins a les vores sobre un cel vermell. Fou adoptada el 5 d'octubre de 1995.
Mentre Macedònia del Nord va formar part de Iugoslàvia, la república autònoma va comptar amb una bandera vermella, decorada amb una estrella iugoslava, vermella amb els contorns grocs, al costat del fust, a dalt.
Quan va esdevenir independent, la república va rebre de la comunitat internacional el nom provisional d'ARIM (Antiga República Iugoslava de Macedònia), en anglès FYROM. Va adoptar una bandera vermella amb un sol de Vergina groc al centre.
Grècia va protestar perquè Vergina es troba a la regió grega de Macedònia; el símbol del sol hi fou descobert el 1652 a la tomba de Filip II per un arqueòleg grec, Manolis Andrónikos, de la Universitat de Tessalònica, i sobretot perquè el sol de Vergina fou un emblema del regne hel·lènic d'Alexandre el Gran, sobirà de llengua i cultura grega. Macedònia del Nord va canviar la bandera i va adoptar l'actual per evitar més problemes.

## Construcció i dimensions
Les proporcions de la bandera són 1:2 i la plantilla està publicada per la Societat Heràldica de Macedònia.

Plantilla de construcció de la bandera.

### Colors
Els colors de la bandera són:
| Model de color   | Vermell     | Groc         |
| ---------------- | ----------- | ------------ |
| Pantone (aprox.) | 1795C       | 115C         |
| CMYK             | 0-68-65-19  | 0-14-89-2    |
| RGB              | 206, 32, 40 | 249, 214, 22 |
| HTML             | #CE2028     | #F9D616      |

Els models Pantone i CMYK s'han extret a patir dels altres.

## Banderes històriques

Bandera de la República Socialista de Macedònia (1944-1946)
Bandera de la República Socialista de Macedònia (1946-1992)
Primera bandera de la Macedònia independent (1992-1995)